# Kildale
Kildale är en ort och civil parish i Storbritannien.   Den ligger i grevskapet North Yorkshire och riksdelen England, i den centrala delen av landet, 300 km norr om huvudstaden London. Kildale ligger 178 meter över havet och antalet invånare är 139.
Terrängen runt Kildale är kuperad åt sydost, men åt nordväst är den platt. Runt Kildale är det ganska tätbefolkat, med 86 invånare per kvadratkilometer. Närmaste större samhälle är Middlesbrough, 15,6 km nordväst om Kildale. Trakten runt Kildale består i huvudsak av gräsmarker.